# 小長井義正
小長井 義正（こながい よしまさ、1955年〈昭和30年〉7月30日 - ）は、日本の政治家。静岡県富士市長（3期）。
富士市議会議員（5期）、同議長、静岡県市議会議長会会長、全国特例市議会議長会副会長、富士市監査委員を歴任した。

## 来歴
静岡県富士市出身。富士市立富士第一小学校、富士市立富士中学校、静岡県立富士高等学校卒業。1979年3月、一橋大学商学部卒業。同年4月、ニチメン（現・双日株式会社）に就職。1987年9月30日に同社を退職。同年、富士市に戻り家業の小長井米店に従事。
1994年、社団法人富士青年会議所副理事長。1997年、富士市議会議員補欠選挙に初当選（同年12月21日に就任）。2009年、富士市議会議長、静岡県市議会議長会会長、全国特例市議会議長会副会長。2011年、富士市監査委員。5期目の途中の2013年6月28日に市議を辞職。

### 2013年富士市長選挙
2013年12月22日執行。元静岡県議会議長の植田徹を破り、初当選。翌年の2014年1月19日、市長就任。
※当日有権者数：204,868人 最終投票率：39.59%（前回比：pts）
| 候補者名   | 年齢 | 所属党派 | 新旧別 | 得票数   | 得票率 | 推薦・支持 |
| ---------- | ---- | -------- | ------ | -------- | ------ | ---------- |
| 小長井義正 | 58   | 無所属   | 新     | 41,030票 | 51.37% |            |
| 植田徹     | 64   | 無所属   | 新     | 38,838票 | 48.63% |            |

### 2017年富士市長選挙
2017年12月24日執行。前回戦った植田徹を再び破り、2期目の当選を果たした。
※当日有権者数：208,565人 最終投票率：39.59%（前回比：－2.0pts）
| 候補者名   | 年齢 | 所属党派 | 新旧別 | 得票数   | 得票率 | 推薦・支持 |
| ---------- | ---- | -------- | ------ | -------- | ------ | ---------- |
| 小長井義正 | 62   | 無所属   | 現     | 43,115票 | 55.61% |            |
| 植田徹     | 68   | 無所属   | 新     | 34,417票 | 44.39% |            |

2021年12月12日に富士市長選挙の告示が行われたが、小長井以外に立候補の届け出はなく、無投票で3期目の当選が決まった。

## 市政
- 2020年5月14日、新型コロナウイルス対策の財源に充てるため、自身の7月から12月までの月額給与を20％減額すると発表した、副市長、教育長、常勤監査委員については10％減額する[8]。
- 2020年9月29日、LGBTなど性的少数者のカップルが婚姻に相当する関係にあると認める「パートナーシップ宣誓制度」の要綱案を市議会委員会の協議会で示した[9]。同制度は2021年4月1日に導入された[10]。